# Batterie de Cornouaille
La batterie de Cornouaille, parfois appelée Fort de Cornouaille ou batterie basse de Cornouaille, est une structure d’artillerie datant XVIIe siècle située sur la commune de Roscanvel dans la presqu'île de Crozon. Elle défend l’entrée du goulet de Brest avec le fort du Mengant situé de l’autre côté du goulet, exposant ainsi les navires qui le franchissent à un redoutable tir croisé.
Elle a subi plusieurs modifications au cours des siècles, et est aujourd’hui à l’abandon. L'ensemble des ouvrages est classé monument historique par arrêté du 25 avril 2013.

## Histoire

### Construction
Depuis 1631, la ville de Brest est un port militaire, abritant un arsenal et la flotte du Ponant ; il est donc impératif de défendre efficacement la côte alentour. C’est l’architecte Vauban qui entreprend, en 1683, de fortifier d’abord la ville elle-même, puis ses environs ; la rade de Brest présente l’avantage d’être accessible uniquement par un goulet large de seulement quelques centaines de mètres et donc aisément défendable par des positions de tir situées de part et d’autre du passage : Mengant et Cornouaille. Initialement, une troisième position devait compléter le dispositif de défense, grâce à un fort érigé sur la roche Mengant au milieu du goulet, mais le projet sera abandonné en raison des forts courants marins qui rendent impossible toute construction.

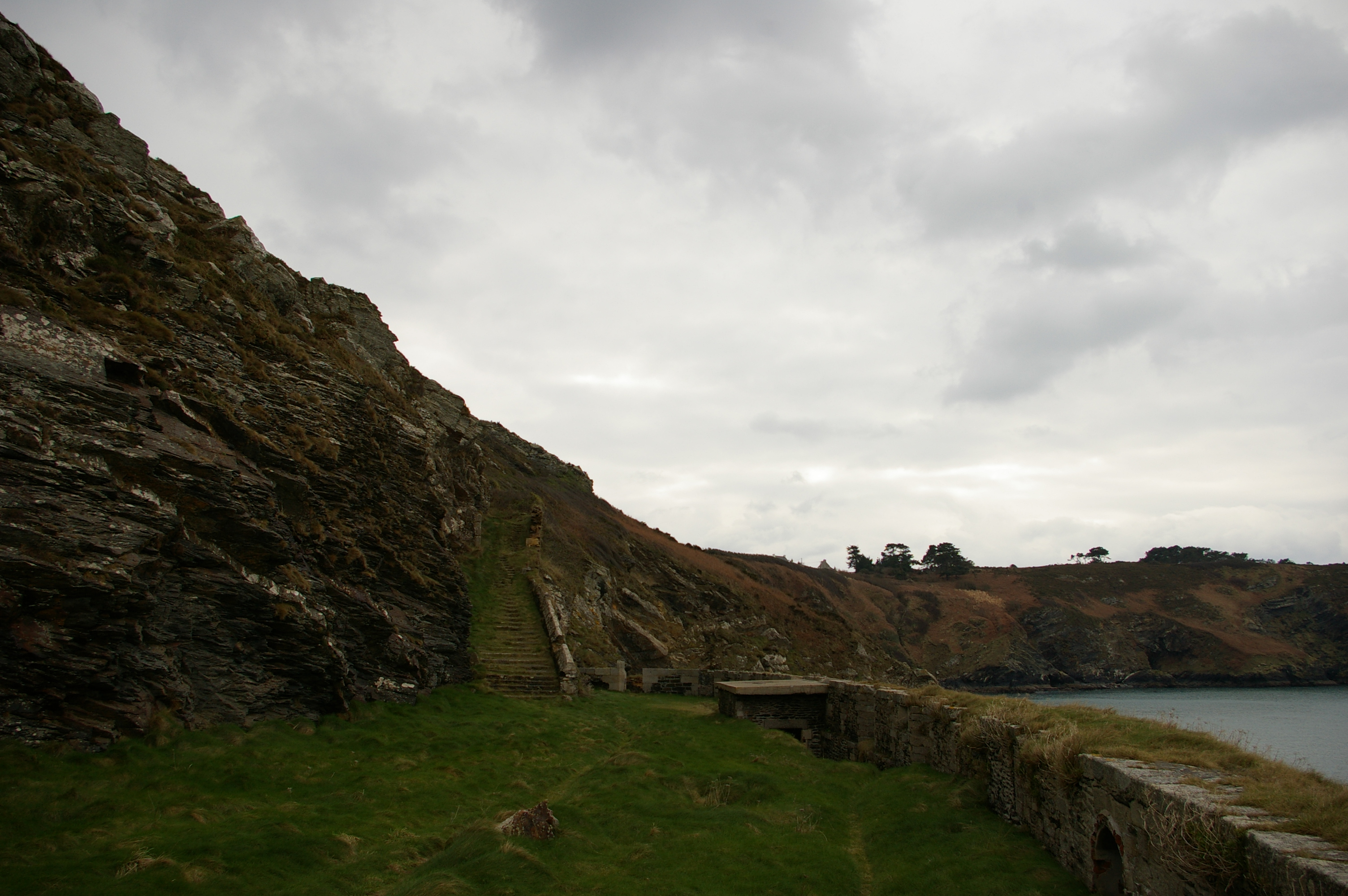
Contre-escarpe et glacis, falaise et escalier d’accès.

La batterie de Cornouaille est édifiée sur la pointe du même nom de la presqu’île de Roscanvel, juste à côté de la batterie de Beaufort construite en 1665-1666. Les travaux d’excavation débutent en 1684, une plate-forme est aménagée à la base de la falaise en minant la roche afin d’établir les fortifications. Très semblables à celles de la batterie de Mengant qui est construite en parallèle, la batterie de Cornouaille consiste en une plate-forme elliptique d’environ 250 mètres de long adossée à la falaise, quelques mètres seulement au-dessus de l’eau, et bordée par un large parapet de pierre type bastion, escarpe et glacis, percé de 36 embrasures pour les pièces d’artillerie. À l’extrémité sud se trouve un escalier qui permet de rejoindre le sentier à flanc de falaise, accès terrestre principal à la batterie.
Faute de financement stable, le chantier s’étend jusqu’en 1692 sous la direction de Jean-Pierre Traverse, également superviseur de la construction de la tour Vauban de Camaret-sur-Mer, autre place forte de la défense de la région. Les travaux sont finalement achevés définitivement en 1696. Le projet initial comportait également l‘édification d’une batterie haute au sommet de la falaise, reliée à la batterie basse par deux branches tombantes, mais ces éléments ne seront jamais construits, ce qui explique l’abandon progressif de la désignation «batterie basse de Cornouaille». L’armement de la batterie consistait en 20 canons de 24 livres et 10 canons de 36 livres, répartis sur toute la longueur de la position.

### Évolution
En 1813, une tour-modèle type 1811 fut ajoutée au dispositif, construite en haut de la falaise. D’une capacité de 60 hommes, elle fournissait à la fois un poste d’observation élevé et une protection conséquente en cas de tentative de prise de la batterie par un assaut terrestre. Elle devait elle aussi communiquer avec la batterie via deux branches tombantes, qui furent une nouvelle fois abandonnées.

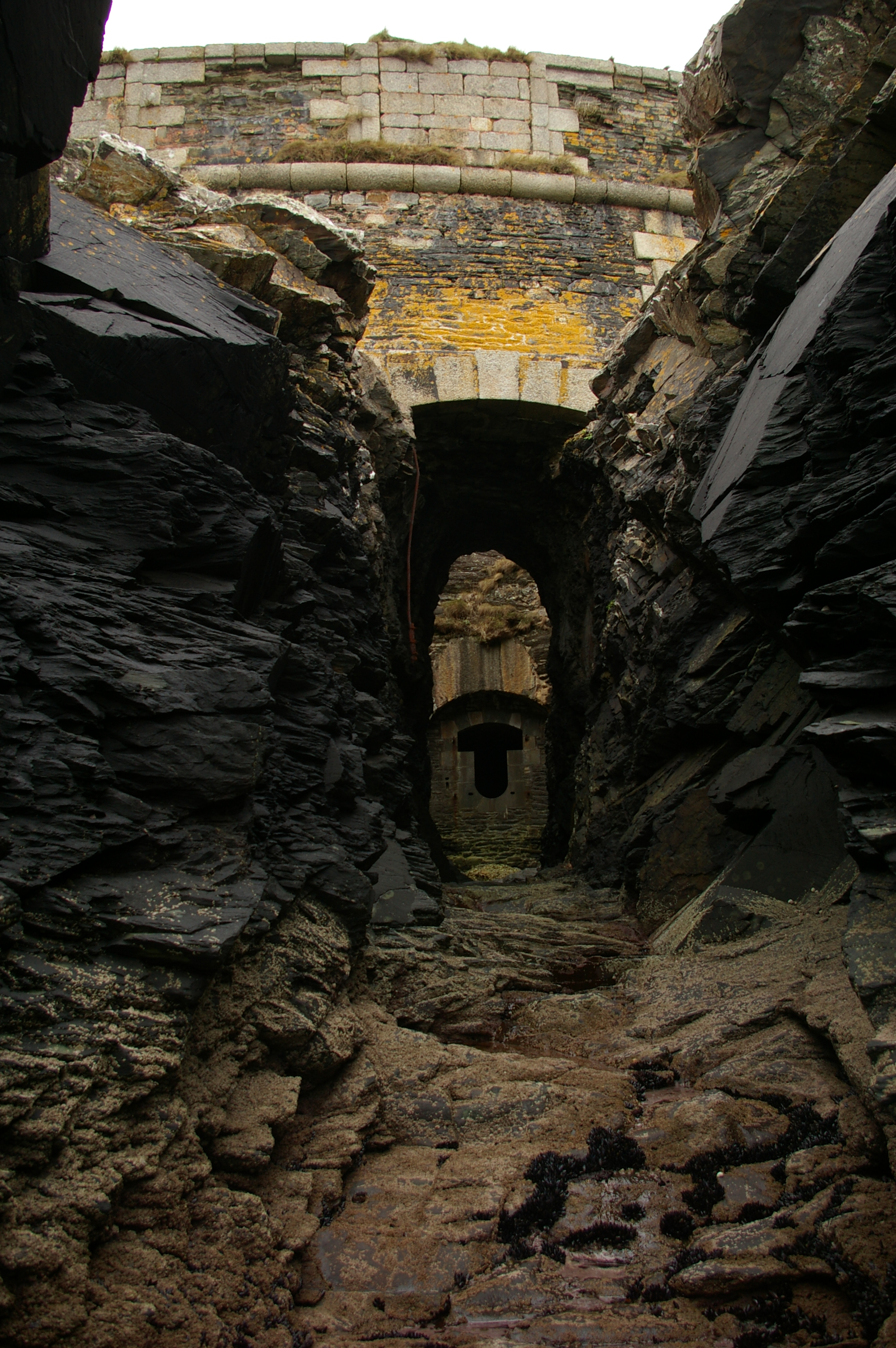
Embrasure de la batterie de rupture à marée basse

 Entre 1840 et 1870, les embrasures sont comblées, les canons remplacés par un projecteur et des pièces de plus petit calibre, à tir plus rapide.
En 1888, une cavité est creusée sous la falaise pour y installer une batterie de rupture de très gros calibre : deux canons Modèle 1870-1884 de 320 mm de diamètre, tirant au ras de l’eau pour détruire les zones vitales des navires cuirassés. Deux cheminées sont percées pour permettre l’évacuation des gaz, ainsi qu’un accès extérieur par un escalier sur le flanc nord de la batterie. Les salles étant creusées dans la falaise et donc derrière le mur d’enceinte, il fallut percer deux embrasures dans la roche et sous le mur. Un soin particulier fut porté à l’opération : les arcs soutenant l’escarpe sont réalisés en granite taillé, à l'identique du reste de l’édifice. Ainsi de la mer, les deux positions de tir sont presque invisibles, assurant un effet de surprise maximal et une bonne défense.
Entre 1942 et 1944, les troupes allemandes postent en haut de la falaise une batterie de Flak composée de six pièces de 105 mm. La zone sera durement bombardée à la fin de la Seconde Guerre mondiale et presque toutes les installations seront détruites ou mises hors d’état de nuire, à l’exception de la fortification historique de Vauban qui aujourd’hui encore est demeurée intacte.
La batterie de Cornouaille était jusqu’à récemment un terrain militaire ; elle a été cédée par le ministère de la Défense au Conservatoire du littoral le 21 juillet 2009 et est classée monument historique en 2013.
Les tempêtes de fin 2023 et début 2024 (dont la Tempête Ciarán) ont mis à mal la structure

## Photographies
|  |  |

Intérieur du fort en 2022